# Albizia barinensis
Albizia barinensis är en ärtväxtart som beskrevs av Martín Cárdenas Hermosa. Albizia barinensis ingår i släktet Albizia och familjen ärtväxter. Inga underarter finns listade i Catalogue of Life.